# 普氏擬圓鰭魚
普氏擬圓鰭魚，為輻鰭魚綱鮋形目杜父魚亞目絨杜父魚科的其中一種，為溫帶海水魚，分布於鄂霍次克海北部千島群島海域，體長可達7.5公分，棲息在泥底質底層水域，生活習性不明。

## 扩展阅读
維基物種上的相關：普氏擬圓鰭魚